# Второе правительство Пуанкаре
Второе правительство Пуанкаре́ — кабинет министров, правивший Францией с 15 января 1922 года по 29 марта 1924 года, в период Третьей французской республики, в следующем составе:
- Раймон Пуанкаре — председатель Совета министров и министр иностранных дел;
- Андре Мажино — военный министр;
- Морис Монури — министр внутренних дел;
- Шарль де Ластейре — министр финансов;
- Альбер Пейронне — министр труда;
- Луи Барту — министр юстиции;
- Фламиниус Рэберти — морской министр;
- Леон Берар — министр общественного развития и искусств;
- Анри Шерон — министр сельского хозяйства;
- Альбер Сарро — министр колоний;
- Ив Ле Трокер — министр общественных работ;
- Поль Страусс — министр гигиены, благотворительности и условий социального обеспечения;
- Люсьен Диор — министр торговли и промышленности;
- Шарль Рэбель — министр освобожденных областей.

Изменения
- 5 октября 1922 — Морис Колра наследует Барту как министр юстиции.